# 萬根格伊姆冰川
71°17′S 13°48′E / 71.283°S 13.800°E
萬根格伊姆冰川（英語：Vangengeym Glacier）是南極洲的冰川，位於毛德皇后地的阿斯特里德公主海岸，全長11公里，流經門采爾山以東和塞科普夫山，由德國探險隊發現和根據空中照片被繪入地圖。